# The Naked Brothers Band: The Movie
The Naked Brothers Band: The Movie is een uit oorspronkelijk 2005 komende docu-, rocku-, mockumentaire en een muzikale komedie over een kinderrockband. Origineel gezien was de film los van alles gemaakt, maar de film werd later opgekocht door Nickelodeon en voor het eerst vertoond op 27 januari 2007. De film won een publieksprijs in de categorie familiefilm op het Hamptons International Film Festival in 2005.

## Verhaal
Het verhaal draait om twee echte broers, Nat en Alex Wolff, die deel uitmaken van een band genaamd The Silver Boulders. De band bestaat uit zanger-songwriter-keyboardist Nat Wolff, drummer Alex Wolff, gitarist Joshua Kaye, keyboardist, David Levi (die de Wolff-broers al kent sinds de basisschool), cellist Thomas Batuello en de manager Cooper Pilot. Nat en Alex denken dat ze een goed leventje leiden, totdat de band niet kan beslissen om een liedje te arrangeren. Thomas schrijft zijn eigen liedje Boys Rule, Girls Drool maar Nat apprecieert dit niet. Nat schrijft zijn eigen ballade over zijn liefde, Rosalina (hij spreekt met een Brits accent wanneer Rosalina ook maar tegen hem praat, om een Beatle te imiteren). De rest van de band wil zijn liedje niet gebruiken, omdat ze geen liefdesliedjes willen zingen over meisjes. Thomas, David en Josh scheiden hun wegen en vormen een nieuwe band, The Gold Boulders.
Nadat de band uit elkaar is gegaan, wordt Alex' citroen-limoen-frisdrank-verslaving niet meer handhaafbaar en Nat wordt zo depressief dat hij het huis wil verlaten. Nat schrijft een liedje over zijn vrienden If There was a Place to Hide. Nat en Alex beslissen om de naam van band te veranderen in The Naked Brothers Band. The Naked Brothers Band biedt een muzikaal plekje aan de 12 jaar oude gitarist Cole Hawkins, de 11 jaar oude bassiste Rosalina, en de 9 jaar oude manager Cooper Pilot. Natuurlijk zitten Nat en Alex ook in de band.
De band gaat op een tour naar een concert in Chicago en moet strijden tegen The Gold Boulders. The Gold Boulders presenteren het eerste liedje van Thomas, Boys Rule, Girls Drool, dat wordt gehaat door het publiek. The Naked Brothers Band spelen de liedjes Hardcore Wrestlers (with Inner Feelings) en Rosalina, met vader Wolff op de accordeon aan het einde van het lied, en de menigte houdt van het lied. David, Thomas en Josh kijken naar The Naked Brothers Band terwijl ze het lied Rosalina zingen en nu blijkt dat zij uiteindelijk óók van dit lied houden.
Nat houdt een feestje voor de band op 4 juli. Tijdens het feest komen David, Thomas en Josh hun verontschuldigingen aanbieden. Dan zingt de The Naked Brothers Band nog het liedje Crazy Car op het dak van hun appartement, naar een idee van The Beatles. Rosalina speelt deze keer bas. Jammer genoeg moest Cole teruggaan naar Connecticut en wilde Josh niet in de tv-serie meespelen. Josh is vervangen door Qaasim Middleton in de tv-serie.